# Família Vergós

Retaule de Sant Sebastià i Santa Tecla, del canonge Sorts, a la catedral de Barcelona; contractat per Jaume Huguet, les seccions principals en són atribuïdes a Rafael Vergós

Els Vergós foren una família de pintors catalans dels segles XV i xvi que desenvoluparen llur activitat a la ciutat de Barcelona. Foren els darrers representants de la pintura catalana quatrecentista, sense cap projecció cap al futur, ja que les noves tendències pictòriques no havien de trobar a Catalunya un terreny adobat.

## Integrants
Destacaren especialment els germans Francesc Vergós (I) i Jaume Vergós (I) (? - Barcelona, 1460), els seus fills respectius Francesc Vergós (II) i Jaume Vergós (II) (Barcelona, ? - 1503) i els d'aquest darrer: Pau Vergós (Barcelona, 1463 (?) - 1495) i Rafael Vergós (Barcelona, ? - 1500).

## La col·laboració amb Jaume Huguet
Jaume Huguet fou un dels més grans i agradables artistes de l'edat mitjana a tot Europa. Hom pot afirmar, sens dubte, que tota la pintura gòtica barcelonina de la segona meitat del segle xv i inicis del xvi fou la del seu taller o la dels seus continuadors. La tècnica pictòrica que desenvoluparen els Vergós deriva clarament de la del mestre Huguet, amb el qual algun d'ells col·laborà en el seu taller. Les relacions entre ambdues parts són conegudes des que Huguet fou testimoni del primer casament de Jaume Vergós (II).
L'estreta relació dels membres de la família Vergós amb el taller de Jaume Huguet representa una gran dificultat a l'hora de destriar moltes de les obres dels diferents membres de la família, degut a la poca documentació de l'època, al curt nombre d'obres conservades i a la multitud d'associacions entre tallers i artistes.

## L'obra atribuïda
Francesc Vergós (I), primer membre conegut de la família, tenia taller obert el 1407 i ens consta que el 1417 hi tenia un aprenent de nom Francesc Llunell. En col·laboració amb Joan Antigó i Honorat Borrassà va pintar el retaule de Sant Miquel de Castelló d'Empúries, avui al Museu d'Art de Girona. Per haver pintat les dues figures d'aquest retaule, figura com el signant del rebut per la quantitat de deu florins d'or.
L'any 1450 havia contractat juntament amb el jove pintor Llorenç Madur la realització d'un retaule per a l'església dels dominics de Puigcerdà, què no va acabar perquè va morir el 1453.
Jaume Vergós (I) (†1460), germà de Francesc Vergós I, és conegut com a pintor de cortines i draps funeraris des del 1422. El 17 d'agost de 1434 fou nomenat pintor banderer del Consell de Cent de la ciutat de Barcelona, una activitat que va alternar amb Gabriel Alemany. Mitjançant el seu testament de 21 de juliol de 1460 es coneix la seva activitat al davant de la seva botiga del carrer Ample on realitzava pal·lis, retaules i oratoris. En el document s'esmenten unes pintures de la Mare de Déu acompanyada de Sant Benet, Santa Catarina i Santa Eularia portant una corona blanca amb fons daurat.
Va ser considerat com a pintor de mérit a la primera meitat del segle xv.
Francesc Vergós (II) continuà els treballs del seu oncle Jaume Vergós (I) i pintà també diversos retaules, sol o en col·laboració amb altres artistes. Obra atribuïda:
- Retaule de la Santa Creu (1443) per a la capella de l'Hospital de la Santa Creu de Barcelona, en col·laboració amb Pere Terrers
- Pintures del sepulcre d'Antoni Tallander (1446)
- Pintures damunt la porta major de Santa Maria del Mar (1446), en col·laboració amb Joan Cabrera

Jaume Vergós (II) (~1424 - 1503), fill de Jaume Vergós (I), heretà del seu pare el càrrec de pintor banderer de la ciutat. Va participar amb altres pintors a la decoració pictòrica del Palau Reial de Barcelona l'any 1464. El 25 d'abril del 1494, la vídua d'Huguet el nomenà marmessor del seu patrimoni, fet que demostra l'íntima relació entre ambdues famílies. Va ser nomenat conseller de la ciutat el 1502.
El 1476 va pintar per la confraria del Sant Esperit de Cervera dos gonfanons o estendard usat com a insígnia de guerra a l'edat mitjana, «hermosament pintats».
La seva obra pictòrica posterior ens ha arribat sempre referenciada en associació amb els seus fills o d'altres artistes. Alguns autors li atribueixen els dibuixos del Llibre d'administració de les places que es pot veure actualment al Museu d'Història de la Ciutat de Barcelona. Arran del seu segon matrimoni, s'uniren al seu nom i al seu taller els seus fillastres Joan i Climent Domènech, l'obra personal dels quals és absolutament desconeguda. L'obra atribuïda a Jaume Vergós (II) en l'actualitat és:
- Retaule dels paraires per a l'església de Sant Agustí Vell de Barcelona, el 1495, amb la col·laboració dels seus fills Pau i Rafael
- Va col·laborar a la finalització del Retaule de Sant Esteve Protomàrtir de Granollers, contractat el 1493 al seu fill Pau i acabat el 1500 després de la mort dels seus dos fills Pau i Rafael que l'havien començat.[6]
- A l'església de Sant Esteve de la Doma, a la Garriga, es troba un retaule de la mateixa temàtica fet probablement per algun deixeble dels Vergós i que encara avui es pot veure a l'emplaçament original.[7]
- Acabament el 1499 del Retaule del monestir de Sant Jeroni de la Vall d'Hebron, inacabat per Jaume Huguet i també conjuntament amb el seu fill Rafael
- Retaule major de l'església de Jonqueres, amb Pere Alemany i el seu fill Rafael

Rafael Vergós (~1460), fill de Jaume Vergós (II), és el membre de la família de qui més notícies es tenen sobre contractació de retaules. Hi treballà sol, amb el seu pare i germà, o amb altres artistes entorn de l'obrador de Jaume Huguet. Consta la seva participació en el Retaule de Sant Esteve Protomàrtir de Granollers, si bé no el va acabar, ja que va morir el 1500 sense haver arribat a la quarantena i després de dictar testament el 29 d'abril de 1500. A part de l'obra elaborada conjuntament amb el seu pare, hom li atribueix:
- Portes de l'orgue de Santa Maria del Mar, juntament amb Pere Alemany
- Retaule de Santa Justa i Santa Rufina, de l'església de Lliçà d'Amunt, conservat al Museu Diocesà de Barcelona.[9]
- El petit Retaule de la Mare de Déu del Roser per a la Capella Rodona de Vic, el 1492 junt amb Pere Alemany.[10]
- Retaule de Sant Miquel de la capella de Montpalau, el 1498
- Retaule de Sant Sebastià i Santa Tecla pel claustre de la catedral de Barcelona, actualment a la capella que porta el mateix nom. Fou elaborada en el taller de Jaume Huguet, si bé es considera obra pràcticament íntegra de Vergós. S'estructura en tres carrers, predel·la i guardapols. Al carrer central, a dalt es mostra Jesús entre els doctors i sota, els sants titulars sant Sebastià i santa Tecla amb el donant pregant agenollat davant d'ells. Al carrer esquerre, des de dalt, santa Tecla al fossar dels lleons, santa Tecla a la foguera i sant Nicasi. Al carrer dret, sant Sebastià destruint els símbols, el martiri de sant Sebastià i sant Roc. A la predel·la, des de l'esquerra, Miquel arcàngel, Maria Magdalena, Ecce Homo, Joan Evangelista, santa Bàrbara. A les portes laterals es mostren Joan Baptista, a l'esquerra, i sant Andreu a la dreta. A la part central del guardapols hi ha una Anunciació; també està decorat amb 6 símbols del gremi de constructors.[11] A les portes laterals es mostren Joan Baptista, a l'esquerra, i sant Andreu apòstol a la dreta.
- Retaule de la Transfiguració de la catedral de Tortosa, contractat el 1498 juntament amb Pere Alemany.[12]

Pau Vergós (~1463 - †1495), fill de Jaume Vergós (II), la seva activitat pictòrica començà el 1491. Treballà conjuntament amb el seu pare i germà Rafael i contractà l'11 de maig de 1493 el Retaule de Sant Antoni per a l'església de Sant Agustí Vell de Barcelona, un contracte de sis anys que no arribaria a finalitzar.
A partir del 1493 li encarreguen el Retaule de Sant Esteve Protomàrtir de Granollers, que continuaren el seu pare i el seu germà Rafael quan Pau va morir el 1495. De les taules que es conserven, alguns autors li atribueixen les figures dels quatre profetes, si bé d'altres historiadors de l'art com Josep Gudiol Ricart o Joan Ainaud de Lasarte les hi atribueixen a Joan Gascó. D'aquest retaule se'n conserven catorze taules al Museu Nacional d'Art de Catalunya.